# Butnane
Butnane (em árabe: البطنان; romaniz.: Al Butnan), por vezes conhecido como Tobruque ou Tobruk (em árabe: طبرق; romaniz.: Ṭubruq), é um distrito líbio. Pode ter sido criado em 1995, quando seu nome aparece numa das duas listas de divisões administrativas do país, porém é incertado dado que na outra lista ainda aparece o nome do distrito de Tobruque. Segundo censo de 1995, havia 151 240 residentes. Em 2001, quando reaparece nas listas, o território de Giarabube foi removido para formar distrito independente e sua população era de 116 106 pessoas.
Após a reforma de 2002, Butnane possui zona costeira no mar Mediterrâneo e faz divisa no interior com Derna a oeste, Oásis a oeste e sul e a província de Matru do Egito. Pelo censo de 2012, a população era de 164 510 pessoas, das quais 158 826 eram líbios e 5 684 não-líbios. O tamanho médio das famílias líbias era 6.27, enquanto o tamanho médio das não-líbios era de 4.2. Há no total 32 561 famílias no distrito, com 31 120 sendo líbias e 1 441 não-líbias. Em 2012, aproximados 378 indivíduos morreram no distrito, dos quais 272 eram homens e 106 eram mulheres.